# Vestfoldmuseerne
Vestfoldmuseene IKS er et selskab, der ejes af otte kommuner i Vestfold samt Vestfold fylkeskommune. Selskabet blev oprettet i 2009 som en sammenlægning af tidligere selvstændige enheder. Denne sammenlægning var en del af den nationale museumsreform og betød, at de kommunale og regionale museer i Vestfold samt Vestfoldarkivet (tidligere Fylkesarkivet for Vestfold) fra juli 2009 blev samlet i én enhed. Vestfoldmuseernes administration er samlokaliseret med Samlingsforvaltningen og Vestfoldarkivet i Sandefjord. De statslige museer i fylket samt lokale bygdetun blev ikke en del af den nye konsoliderede enhed.

## Interkommunalt selskab
Vestfoldmuseene IKS har det overordnede faglige, strategiske og administrative ansvar for arkivet og museerne og arbejder for at opnå et bedre tilbud til borgerne, faglige synergier og mere effektiv drift.
Vestfoldmuseene IKS ejes af Vestfold fylkeskommune og de otte kommuner: Larvik, Sandefjord, Tønsberg, Horten, Holmestrand, Sande, Svelvik og Re.
Museets øverste organ er ejerne gennem repræsentantskabet, og bestyrelsesformand er Vidar Ullenrød.

## Museer
- Aluminiummuseet, Holmestrand
- Berger museum, mellom Sande og Svelvik
- Eidsfoss Jernverksmuseum,
- Haugar kunstmuseum, Tønsberg
- Herregården i Larvik, Larvik
- Hvalfangstmuseet, Sandefjord
- Larvik Museum
- Larvik Sjøfartsmuseum
- Midgard vikingsenter, Borre
- Munchs hus, Åsgårdstrand
- Samlingsforvaltningen, fellestjeneste i Sandefjord
- Slottsfjellsmuseet, Tønsberg
- Southern Actor, hvalbåd i Sandefjord
- Vestfoldarkivet, Sandefjord